# Vicente Saura
Vicente Saura Villalonga, est un footballeur espagnol, né le 27 février 1901 à Torreblanca et mort le 22 mars 1971 à Barcelone.
Il évolue au poste de défenseur des années 1920 aux années 1930 notamment au CD Castellón et au FC Barcelone. Il remporte avec cette équipe le premier championnat d'Espagne lors de la saison 1928-1929.

## Biographie
Vicente Saura rejoint en 1928 le FC Barcelone en provenance de CD Castellón. Il remporte la première édition du championnat d'Espagne lors de la saison 1928-1929.
Il ne joue au Barça que deux saisons : 1928-1929 et 1929-1930. Il joue 28 matchs de championnat avec le Barça. Il débute le 12 février 1929 face au Racing de Santander (victoire 2 à 0 du Barça).